# 津別峠
津別峠（つべつとうげ）は、北海道網走郡津別町と川上郡弟子屈町との境にある峠である。網走と釧路を分ける峠の一つ。
標高754m。

## 概要

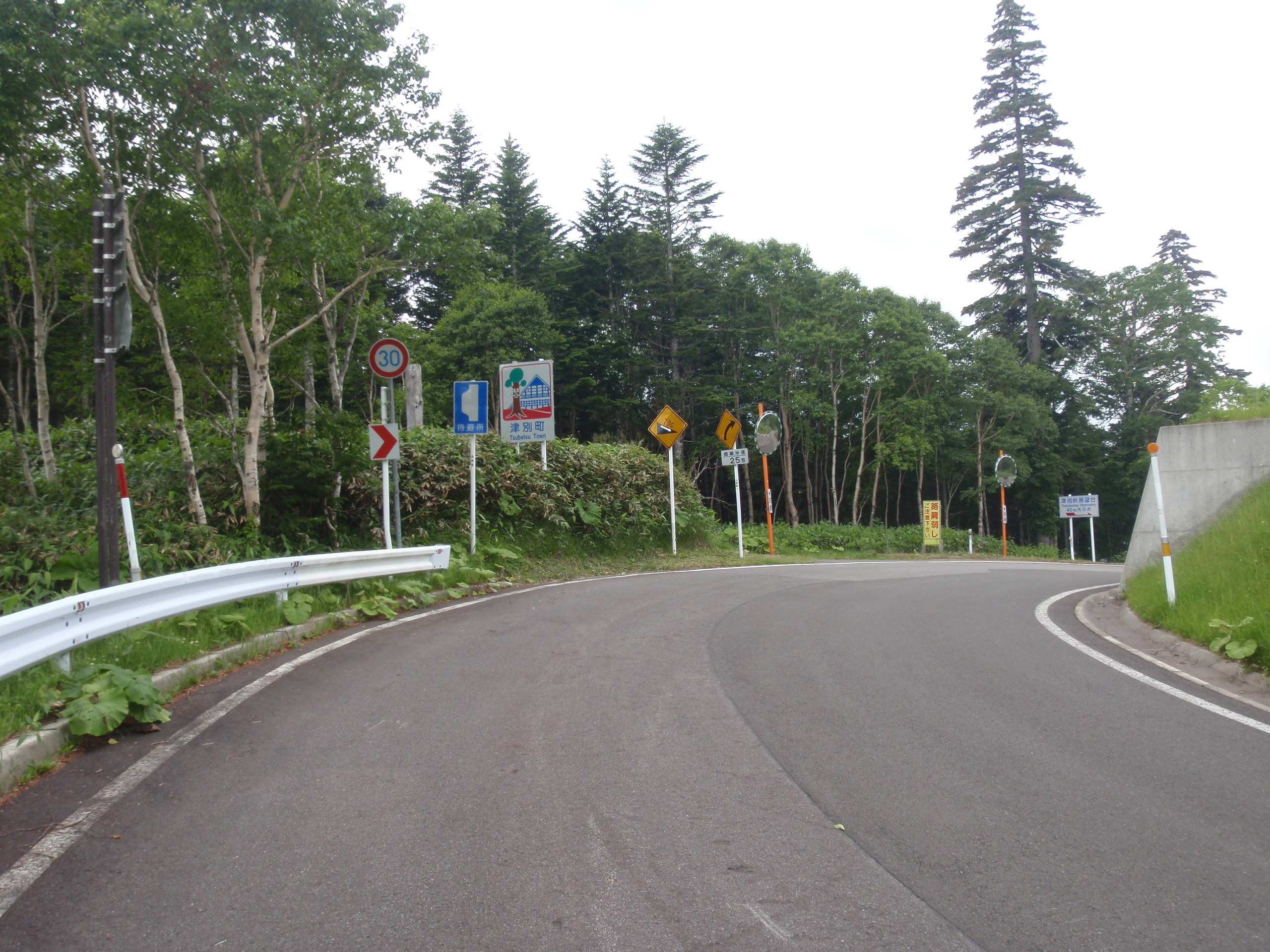
津別峠

阿寒摩周国立公園の人気観光地である屈斜路湖の北西、サマッカリヌプリ（標高974.4m）とコトニヌプリ（標高964m）の間に位置し、屈斜路湖畔西部国道243号屈斜路交差点から津別市街を結ぶ北海道道588号屈斜路津別線が津別峠を通る。
なお、道道自体は舗装されているが、待避所が設けられるほど狭隘で、大型車の通行は禁止されているため、大型観光バスは入れない。冬季（11月～5月）は全面通行止となる。また、キタキツネやエゾリスなどの野生動物もよく出没する。

## 津別峠展望施設

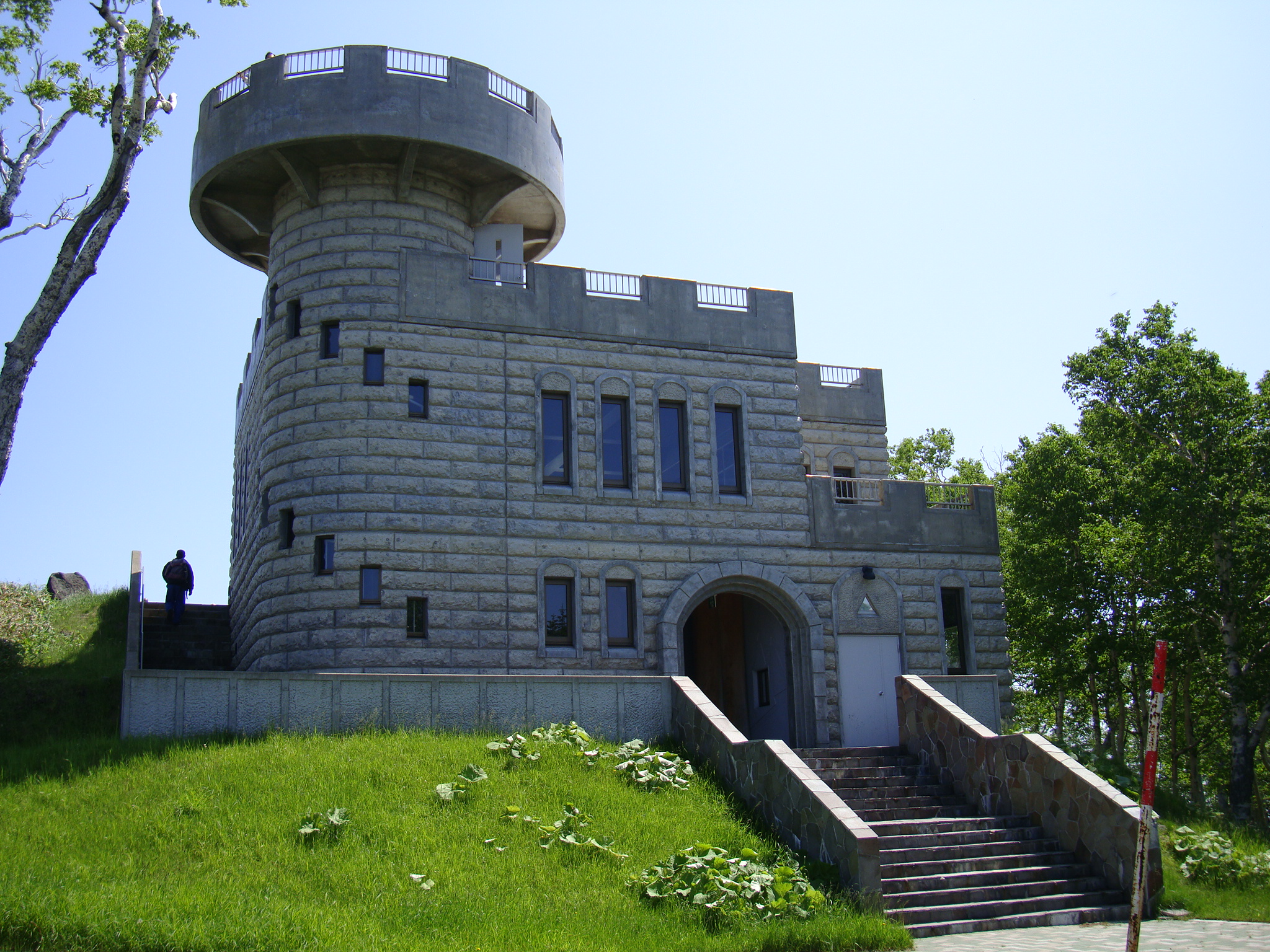
津別峠展望施設

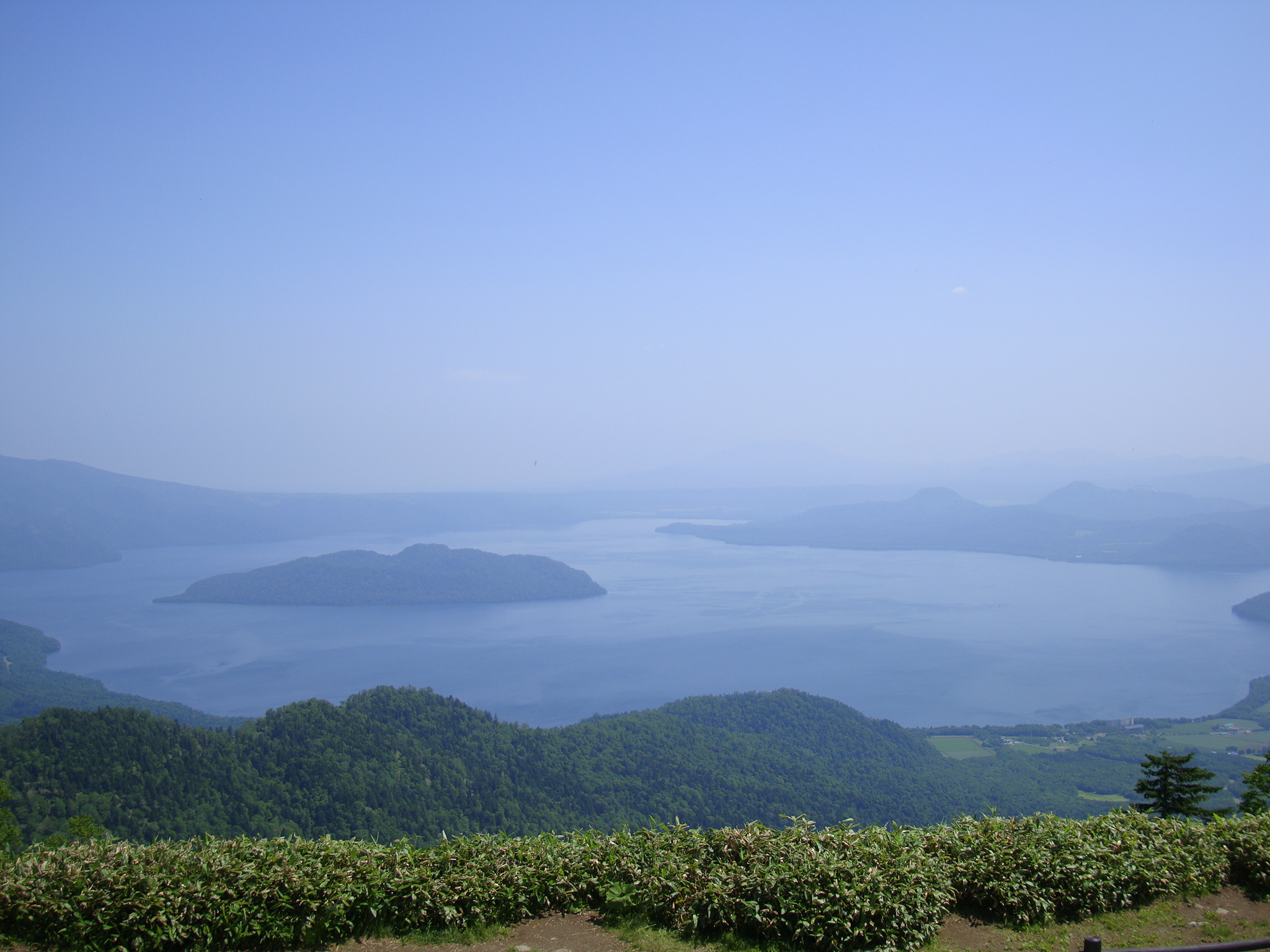
屈斜路湖を望む

道道の峠から分岐する林道を約2.5km登った所に津別峠展望施設（標高947m）が設けられている。標高が高いため雲が掛かりやすいが、天気が良ければ眼下に屈斜路湖、雌阿寒岳、雄阿寒岳などの阿寒の山々の稜線やオホーツク海まで一望することができる。
また、雲海の広がる名所としても知られる。
展望施設は中世ヨーロッパの古城をイメージした外観で、駐車場、トイレ、売店が設置されている。開館時間は9:00 - 19:00。トイレは24時間利用可。
また、開館時間外にも施設を活用して「雲海ガイドツアー」「宇宙ガイドツアー」が開催されている。
同じく屈斜路湖を見下ろす峠には国道243号の通る美幌峠（標高490m）と北海道道102号網走川湯線の通る小清水峠がある。津別峠は美幌峠や小清水峠よりも高所にある。